# L'École d'Athènes
Pour les articles homonymes, voir École d'Athènes.
L'École d'Athènes est une fresque (4,40 × 7,70 m) du peintre italien Raphaël, située dans la Chambre de la Signature des musées du Vatican, l'une des quatre Chambres de Raphaël (les Stanze) situées à l'intérieur du palais apostolique. C'est l'une des œuvres picturales les plus importantes de la Cité du Vatican. Cette fresque symbolique présente les figures majeures de la pensée antique.
C'est l'œuvre la plus célèbre du peintre d'Urbino et la plus importante des musées du Vatican après la voûte de la chapelle Sixtine et Le Jugement dernier de Michel-Ange.

## Histoire

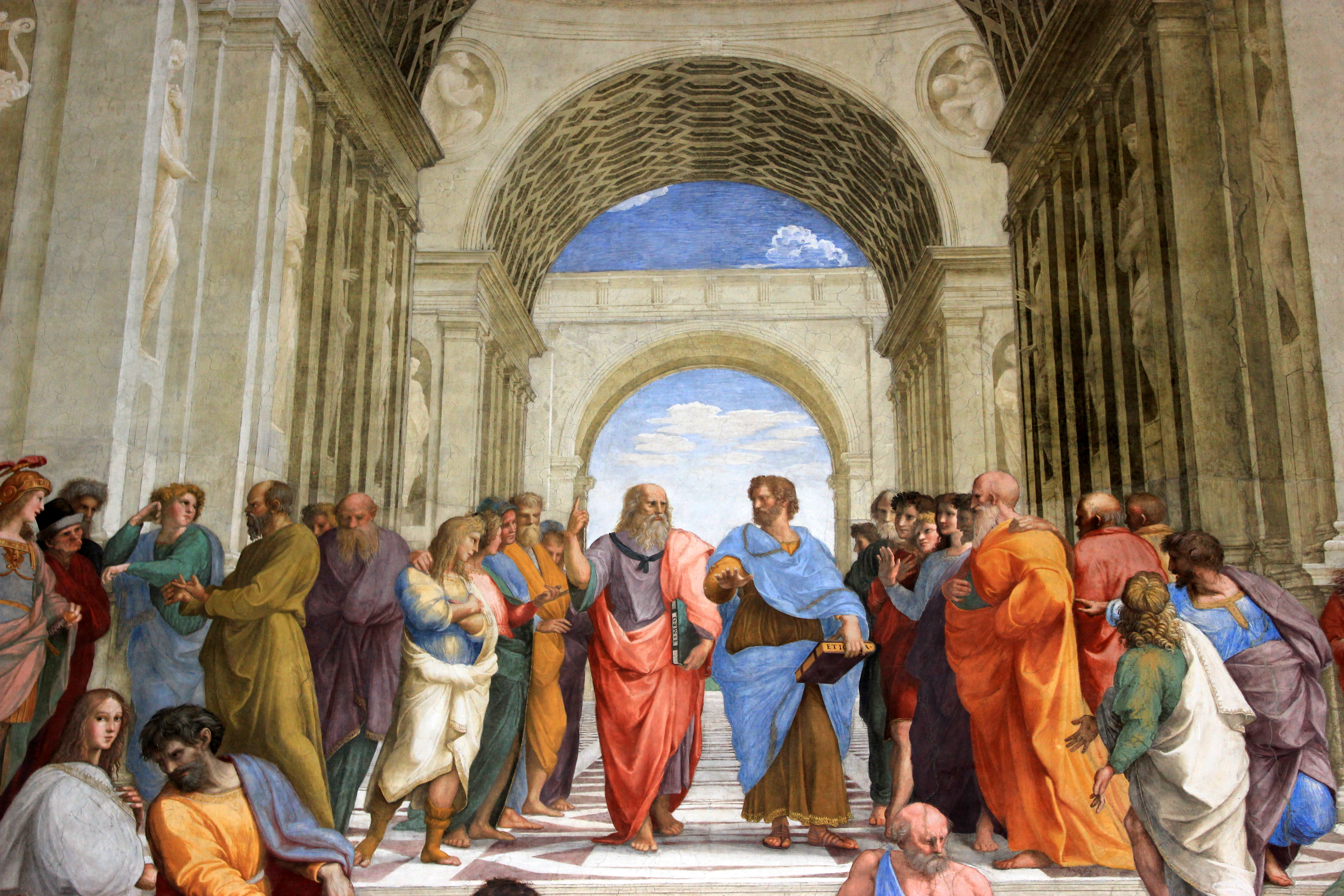
Détail.

Après sa prise de fonction, le pape Jules II exprime rapidement le désir de ne pas utiliser les appartements de son prédécesseur, Alexandre VI, choisissant d'utiliser d'autres chambres à l'étage construites à l'époque de Nicolas V et Pie II au milieu du XVe siècle et qui étaient décorées par des artistes du centre de l'Italie, dont Piero della Francesca.
Jules II veut les redécorer et fait travailler un groupe hétérogène d'artistes auxquels Raphaël se joint dans les derniers mois de 1508. Frappé par les premiers essais du peintre d'Urbino, le pape décide de lui confier toute la décoration des appartements, détruisant tout ce qu'il avait fait auparavant. Vasari rapporte que Raphaël était désolé d'avoir à détruire les pièces peintes par Piero della Francesca, dont le sujet ne nous est pas parvenu.
La Chambre de la Signature, entre la future Chambre d'Héliodore et celle de l'Incendie de Borgo, est la première à être décorée, avec un thème lié à l'organisation idéale de la culture humaniste, divisée en théologie, philosophie, poésie et théorie du droit, à chacune desquelles un mur est dédié. Cet agencement suggère que la salle est à l'origine conçue comme une bibliothèque et le studiolo du pontife, même si ce fait n'est pas documenté. Après son achèvement, la plus haute cour du Saint-Siège présidée par le pontife, le Tribunal suprême de la Signature apostolique, qui lui a donné son nom, s'y est installée. Cette stanza (chambre) est l'endroit où le pape vient signer ses brefs (décrets, indults) et ses bulles apostoliques.

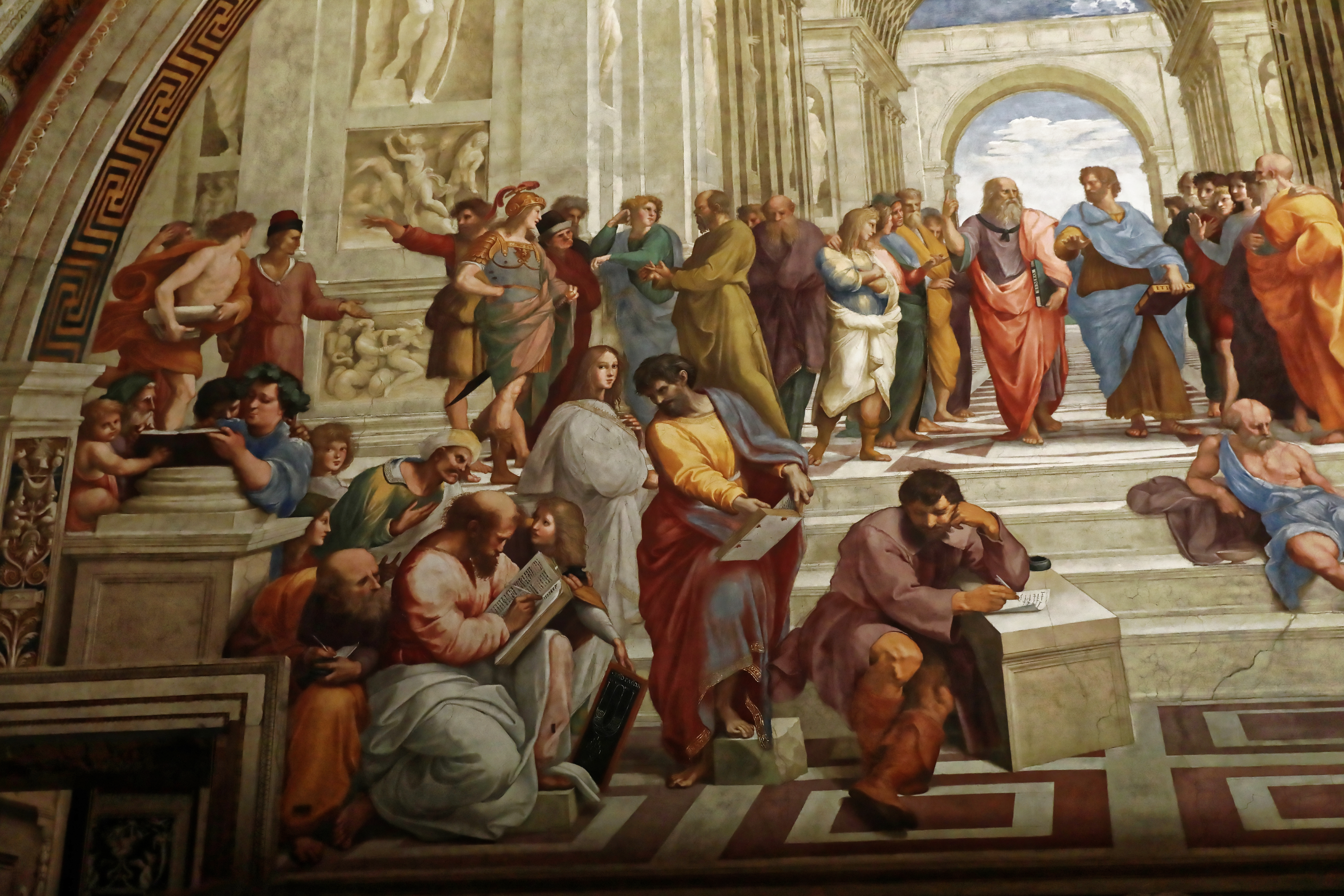
Détail.

La décoration picturale commence par la voûte, pour se poursuivre jusqu'au mur est, où la Disputation du Saint-Sacrement est représentée, puis celui de l'ouest avec l'École d'Athènes. Raphaël et ses aides y travaillent de 1509 à 1510.
Au niveau du choix de la décoration, on ne sait pas ce qui est le fruit de l'imagination et de la culture de l'artiste et ce qui a été dicté par le pape et ses théologiens. Raphaël a certainement été aidé pour définir le thème, mais la renommée extraordinaire qui l'entoure est également bien connue : il est pleinement inséré dans l'environnement cultivé de la curie romaine, maintes fois exalté par les écrivains.
La construction et la distribution de la chambre s'inscrivent parfaitement dans la tradition des bibliothèques de l'époque. La tradition veut que sur chaque mur de la pièce soient représentées les idées platoniciennes. L'ambition de Raphaël est de composer une vaste synthèse sur d'une part l'idéologie antique et profane, et d'autre part la pensée chrétienne de la Renaissance. L'École d'Athènes, qui symbolise la philosophie et la recherche du Vrai est en opposition avec la fresque La Dispute du Saint-Sacrement, elle aussi peinte par Raphaël, et qui représente la victoire de la théologie sur la pensée antique. Le troisième mur est consacré à la Justice tandis que la dernière paroi symbolise la Poésie.
Jules II se pense en effet investi des missions temporelles et spirituelles et veut ainsi célébrer l'accord entre la Foi et la Raison : Thomas d'Aquin avait déjà exprimé dans sa Somme théologique que la Vérité étant une, la raison ne pourrait selon lui que confirmer une juste foi, voire mieux éclairer celle-ci, quitte à ce que cette dernière parachève en fin de compte la première. Cette dialectique thomasienne est très présente pendant la Renaissance ; c'est d'elle aussi que se réclamera Luther.
En 1508, Raphaël (qui a signé dans le cou d'un des personnages représenté, Euclide) est nommé officiellement peintre de la papauté.
Pendant le sac de Rome, les fresques de la Chambre de la Signature, ainsi que d'autres œuvres d'art, sont endommagées par des Lansquenets qui allument des incendies dont la fumée endommage les fresques et gravent sur la bande inférieure des inscriptions qui sont recouvertes au XVIIe siècle.

## Études préparatoires
Il existe plusieurs études préparatoires de la peinture. Le projet primitif apparaît sur une feuille conservée à Sienne, qui montre une idée très différente : un philosophe, peut-être Platon, est assis sur un socle avec trois sages à ses pieds et de nombreux disciples autour de lui. La hiérarchie rigide de cette conception et une certaine désorganisation du groupe périphérique semblent avoir été complètement modifiées dans le dessin conservé à la pinacothèque Ambrosienne de Milan qui expose un carton préparatoire du banquet, propriété du cardinal Federico Borromeo, cédé ensuite par une héritière en 1626.

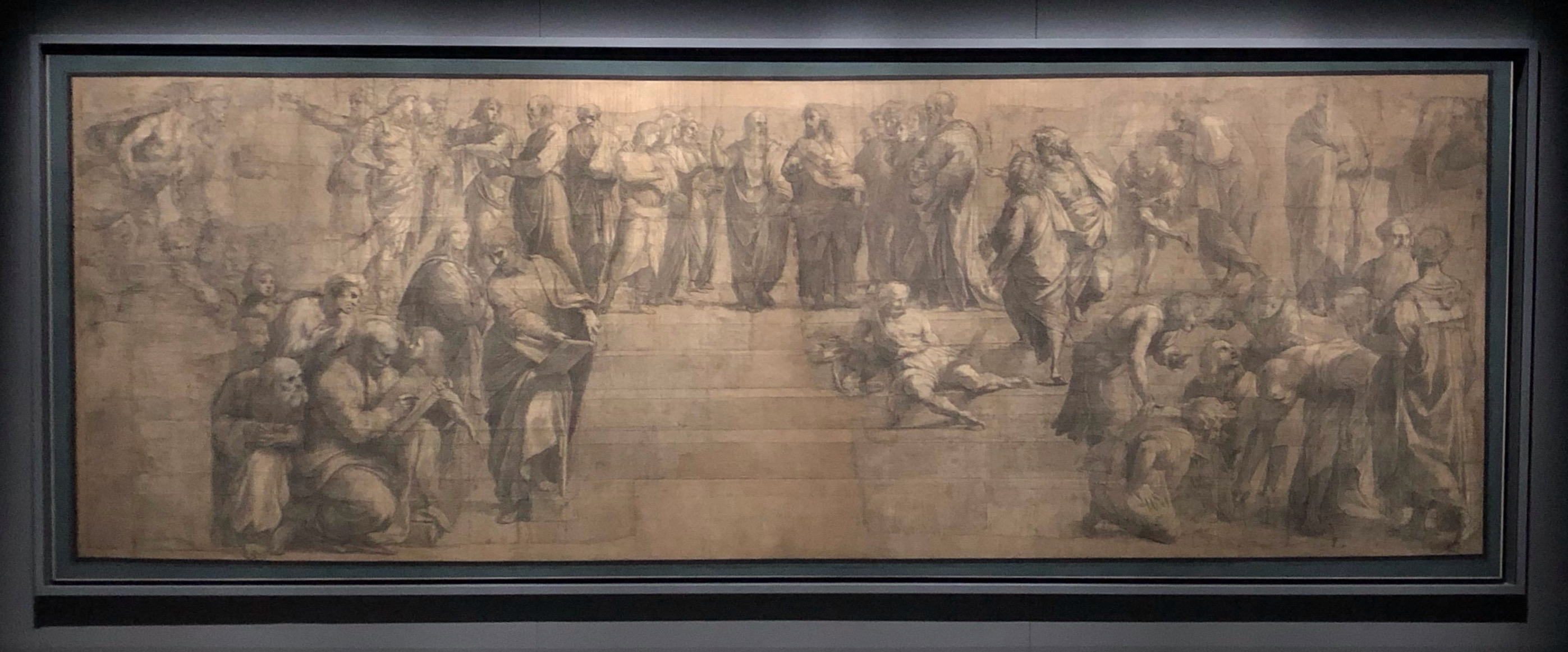

Dans celui-ci, qui concerne la moitié inférieure sans l'architecture, tous les personnages sont déjà définis comme dans la version finale, à l'exception de l'autoportrait de Raphaël, du prétendu portrait de Sodome et de la figure d'Héraclite : l'examen du plâtre montre que ce dernier a été construit après les autres, peut-être ajouté en hommage à son confrère Michel-Ange après la découverte partielle de la voûte de la chapelle Sixtine en 1511. Dans le dessin, les effets de clair-obscur sont très accentués, divergeant du sfumato qui est mieux perceptible dans la fresque achevée.

## Description de l'œuvre

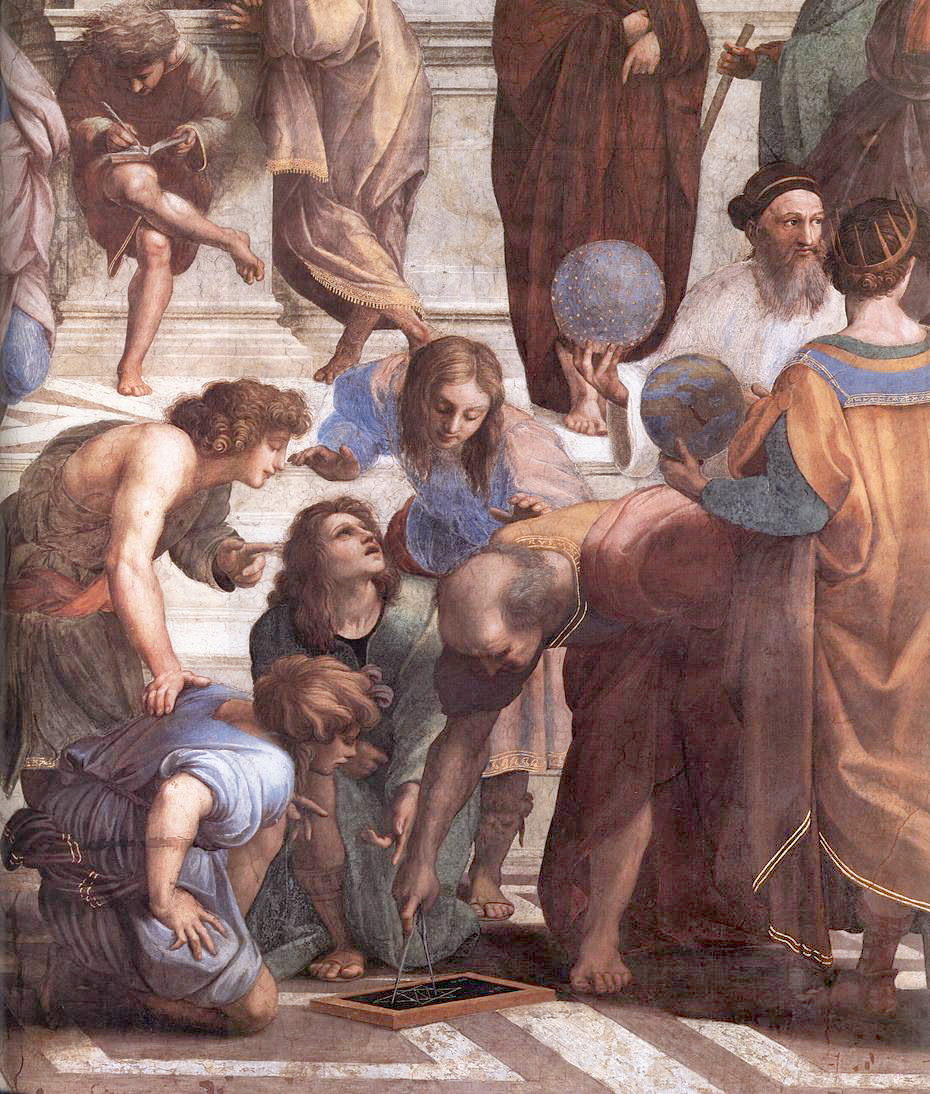
Euclide ou Archimède.

Cette illustration de la Philosophie permet à Raphaël de rassembler les philosophes et mathématiciens les plus célèbres de l'antiquité, désireux de communiquer entre eux à l'intérieur d'un temple idéal, représenté en parfaite perspective, inspiré du projet de Bramante pour la réalisation de la basilique paléochrétienne de Saint-Pierre à Rome. Il les incarne par les illustres artistes de son temps (et de lui-même) faisant ainsi de la Rome moderne l'équivalent de la Grèce antique.
Le cadre monumental est dominé par l'imposante arcade en demi-cercle traditionnellement considérée comme une idée de Bramante mais que l'on tend aujourd'hui à attribuer entièrement à Raphaël lui-même.
Les personnages sont disposés sensiblement comme un livre, sur deux étages délimités par un grand escalier qui coupe toute la scène. Un premier groupe, plus nombreux, est disposé sur les côtés d'une paire centrale de personnages conversant, identifiés comme Platon et Aristote. Un deuxième groupe autonome, dans lequel les penseurs intéressés par la connaissance de la nature et des phénomènes célestes ont été identifiés, est disposé au premier plan à gauche, tandis qu'un troisième, également indépendant, restreint et disposé symétriquement au second, est difficile à identifier malgré les efforts des savants ; la présence d'une figure identifiée dans Euclide (ou Archimède), sous les traits de Donato Bramante, trace une démonstration géométrique qui permet de situer ce groupe dans la sphère intellectuelle.
La fresque possède des dimensions impressionnantes : 770 × 440 cm, dont une partie arrondie de 770 × 250 cm. Les couleurs dominantes sont l'ocre, le beige et le pastel. L'orange et le bleu y sont complémentaires. L'utilisation de la lumière et de l'ombre est, à l'époque, une particularité.

### Thème général
Le titre qui lui est traditionnellement attribué, est bien postérieur à la période d'exécution et ne reflète pas les intentions de l'auteur et du client, et ne reflète les connaissances historiographiques de la philosophie classique au début du XVIe siècle. Datant du XVIIIe siècle, il a été proposé par des savants des régions protestantes.
La scène retrace l'histoire de la pensée antique, du VIe siècle av. J.-C. aux premiers siècles de l'âge impérial.
Toute la salle est également marquée par des thèmes iconographiques complexes, de nature théologique et philosophique, auxquels ont sans aucun doute contribué les personnages du cercle néoplatonicien qui animent la cour papale et qui visent à affirmer les valeurs de la Vérité, du Bien et de la Beauté. Le thème général, lisible uniquement par rapport aux autres fresques de la salle, est la faculté de l'âme à connaître la vérité à travers la science et la philosophie. La présence de nombreux penseurs de différentes époques reconnaît la valeur du désir et de l'effort pour parvenir à la connaissance, commune à toute philosophie ancienne, vue comme une anticipation du christianisme.
Cette représentation est complémentaire de la peinture de La Dispute du Saint-Sacrement sur le mur opposé, où la Foi et la Théologie sont exaltées. Les deux tableaux représentent ainsi la complexité des relations entre la culture classique et la culture chrétienne, si vitales dans le développement culturel du classicisme du début du XVIe siècle.
Au fil du temps, l'œuvre de Raphaël a sollicité d'innombrables interprétations et modèles d'interprétation, qui se chevauchent, créant la perception d'une œuvre complexe, riche en niveaux interprétatifs et imprimée dans l'imaginaire visuel collectif. Elle présente un tableau complet de l'histoire de la pensée ancienne depuis ses origines, fourmille de références cultivées, de caractérisations des protagonistes, de symboles et de références codées ou encore une représentation des sept arts libéraux (Springer, André Chastel) avec au premier plan, la Grammaire, l'Arithmétique et la Musique à gauche, la Géométrie et l'Astronomie à droite, et en haut de l'escalier, la Rhétorique et la Dialectique.
La grande fresque constitue certainement un « manifeste » de la conception anthropocentrique de l'homme de la Renaissance : l'homme domine la réalité, grâce à ses facultés intellectuelles, se plaçant au centre de l'univers, dans une ligne de continuité entre l'antiquité classique et le christianisme. Si la perspective rappelle la structure des basiliques antiques, la géométrie dans laquelle les personnages sont disposés symbolise la confiance de Raphaël dans l'ordre du monde, un ordre à la fois divin et intellectuel.

### Architecture

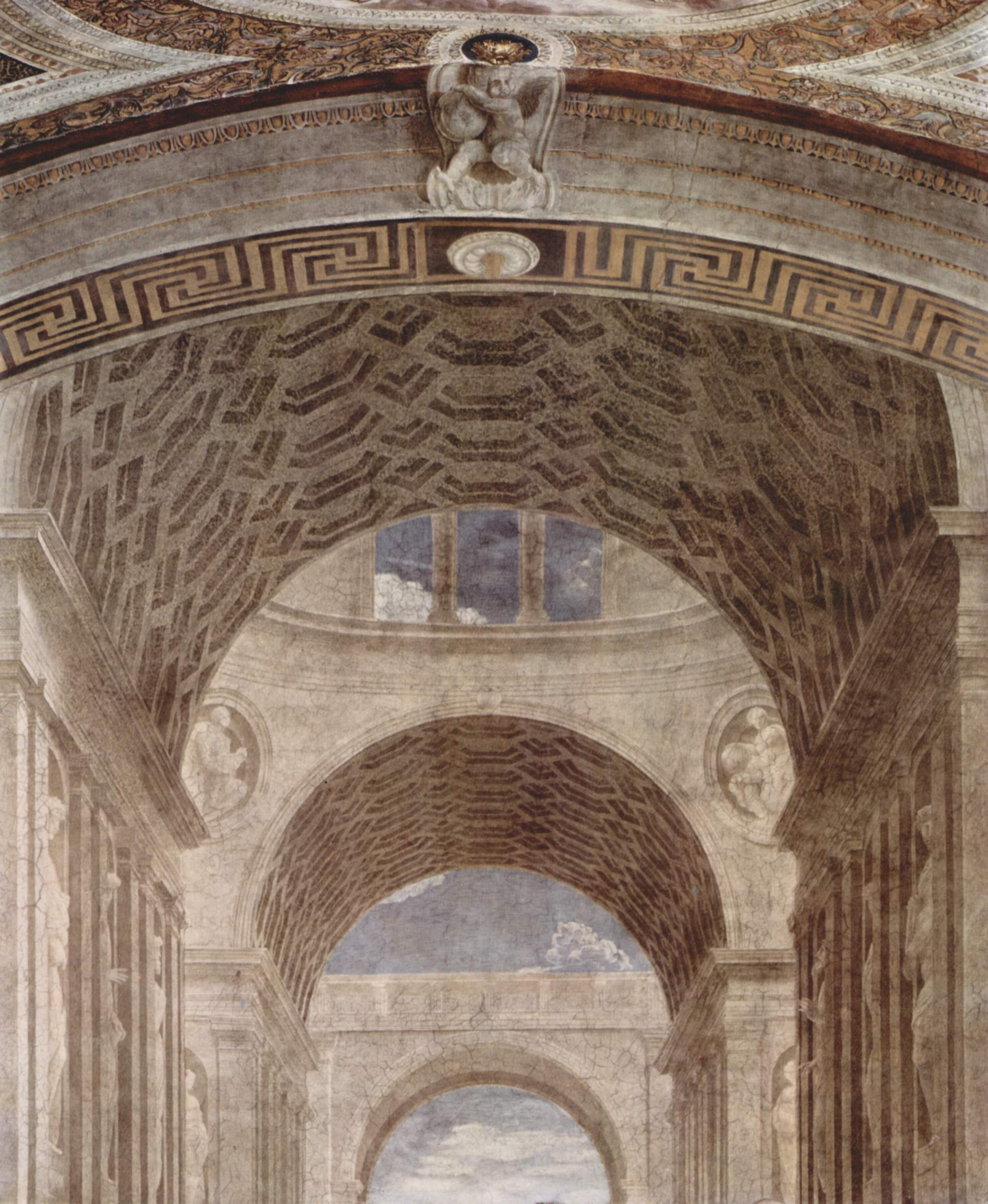
Détail de l'architecture.

L'architecture solennelle du fond, dépourvue de couverture et qui laisse entrevoir un ciel dégagé, a des proportions qui rappellent l'architecture antique tardive (comme la basilique de Maxence), avec des voûtes à caissons et l'insertion du tambour d'un dôme. Elle est probablement inspirée des projets de la nouvelle basilique Saint-Pierre de Bramante, aux bras grandioses d'une croix grecque, dont seulement deux sont visibles, probablement inspirés du plan centré initialement prévu.
L'architecture joue un rôle important : succession de vastes salles hautes, lumineuses, majestueuses avec leurs éléments massifs. L'arc inondé de lumière, tout au bout du transept au-delà de la croisée, encadre Platon et Aristote : ils se détachent de la foule où ils se seraient autrement confondus.
Dans les piliers, qui forment l'arrière-plan des marches sur lesquelles se trouvent les philosophes, les deux statues sont tirées de modèles classiques : Apollon le dieu des arts, du soleil et de l'harmonie, avec la lyre à gauche et Minerve à droite, avec le casque, la lance et le bouclier avec la tête de Méduse, tous deux protecteurs des arts et de la philosophie. L'identification des divinités est explicitée par les bas-reliefs situés en dessous : sous Apollon, des ignudi qui luttent (symbolisant la violence de la guerre) et un Triton enlevant une Néréide (convoitises sensuelles), représentent des impulsions négatives de l'âme humaine à partir desquelles l'homme peut s'élever sous la direction de la raison, représentée par le dieu ; l'interprétation des figures situées sous Minerve est plus difficile, qui comprennent une femme assise près d'un segment de la roue du zodiaque, et une lutte entre un homme et un bovin, peut-être des allusions à l'intelligence et à la victoire de la bestialité gouvernée par la déesse. Dans le raccourci de la nef, figurent d'autres niches et autres bas-reliefs.
Dans les médaillons sous le volet du dôme, deux bas-reliefs présentent un homme en train de lever les yeux d'un livre et une femme avec ses bras sur un globe terrestre : leurs gestes doivent être liés à ceux de Platon et Aristote au centre. L'un de ces médaillons représente une femme semblable à l'Artémis d'Éphèse - allégorie de la Philosophie - et deux petits anges sans ailes (alors que les anges dans la Dispute du Saint Sacrement ont des ailes immenses). Le médaillon abrite aussi la formule latine Causarum cognitio (« la connaissance des causes ») qui évoque la citation de Virgile, « Felix qui potuit rerum cognoscere causas » (« Heureux celui qui peut connaître les causes des phénomènes », Géorgiques, 2, 490).
Les marches, très en vogue à l'époque (traitement moderne des Couronnements de la Vierge du Trecento par exemple), sont la clé de la composition. Beaucoup plus hautes que dans la Dispute du Saint-Sacrement, elles permettent à Raphaël de faire circuler ses groupes de philosophes dans le tableau et autorisent la construction d'un décor architectural, rationnel dans l'espace, mais aussi en harmonie avec le sens du sujet.
L'accent mis sur la représentation en perspective est particulièrement remarquable. Urbino, d'où Raphael et Bramante sont originaires, en est un des centres de diffusion les plus importants. Une restitution de perspective aussi complexe suggère que Raphaël a fait appel à un spécialiste, peut-être Bastiano da Sangallo, un auteur virtuose des perspectives scéniques, ou, comme le rapporte Vasari avec moins de crédit chez les savants modernes, Bramante lui-même. On sait, cependant, que l'une des spécialités de Raphaël est précisément la perspective (Vasari rapporte qu'il l'a enseignée au Florentin Fra Bartolomeo) et que les représentations architecturales dans les chambres sont le précédent le plus important de sa carrière d'architecte. Pour ces raisons, les historiens sont souvent enclin à attribuer la conception de l'architecture monumentale à Raphaël lui-même, bien qu'inspiré de Bramante.

### Personnages

Détail des personnages :
1 : Zénon de Kition ou Zénon d'Élée –
2 : Épicure –
3 : Frédéric II de Mantoue –
4 : Boèce ou Anaximandre ou Empédocle de Milet –
5 : Averroès –
6 : Pythagore –
7 : Alcibiade ou Alexandre le Grand –
8 : Antisthène ou Xénophon –
9 : Hypatie ou Francesco Maria Ier della Rovere
10 : Eschine ou Xénophon –
11 : Parménide –
12 : Socrate –
13 : Héraclite (sous les traits de Michel-Ange) –
14 : Platon tenant le Timée (sous les traits de Léonard de Vinci, selon la plupart des sources ou ceux d'Aristote, selon Daniel Arasse) –
15 : Aristote tenant l’Éthique (sous les traits d'un homme d'une quarantaine d'années) –
16 : Diogène de Sinope –
17 : Plotin –
18 : Euclide ou Archimède entouré d'étudiants (sous les traits de Bramante) –
19 : Strabon ou Zoroastre –
20 : Ptolémée –
R : Raphaël en Apelle –
21 : Le Sodoma Quentin Augustine (Le Protogène)

La peinture compte cinquante-huit personnages qui se regroupent aux premier et deuxième plans. On peut diviser cette fresque en cinq grandes parties : trois niveaux horizontaux et deux verticaux.
Les personnages présents dans la fresque ont toujours incité les savants à les identifier. Les groupes s'articulent dynamiquement par enchaînement de gestes et d'expressions, et en respectant une certaine hiérarchie symbolique qui ne rigidifie jamais la représentation, qui apparaît toujours lâche et naturelle. Le tableau fait l'objet d'une description détaillée dès 1550 par Giorgio Vasari.
Raphaël confie les effigies d'artistes contemporains, y compris lui-même, à différents personnages comme pour réaffirmer la nouvelle et fière affirmation de la dignité intellectuelle de l'artiste moderne.
Les groupes et les figures isolées sont placées avec une telle adresse qu'on a du mal à s'apercevoir combien l'œil est dirigé vers le centre. Chaque groupe a une unité reliée à l'ensemble par un détail : le groupe de Socrate par le contraste de la pose, surtout celle des jambes, entre le philosophe et le personnage en blanc à côté de lui ; celui de Pythagore par le jeune homme debout et immobile qui est le seul élément droit dans une suite de courbes ; l'homme qui monte les marches fait le lien par son attitude avec le groupe des géomètres et par son geste rattache Diogène au monde qui l'entoure.
Les personnalités représentées lisent des livres de papier ou de peau de parchemin, plutôt que des rouleaux de fibre de roseau de papyrus, sur lesquels les auteurs de la Grèce antique auraient encore écrit. À partir de 2020, l'analyse microscopique de la surface de la peinture n'a pas révélé le type de support matériel utilisé.

#### Platon et Aristote

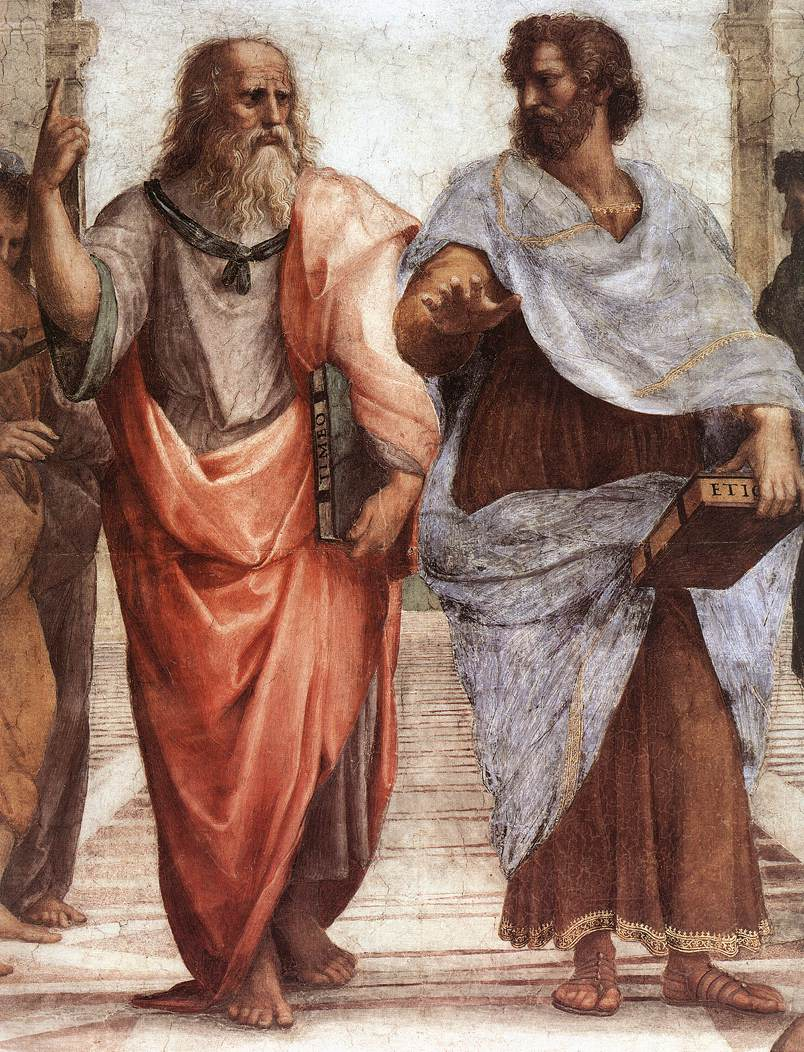
Platon et Aristote. Platon et son Timée désigne le ciel, allégorie du monde des Idées. Aristote et son Éthique désigne la terre, représentant le monde sensible et immanent.

Les deux principaux philosophes de l'antiquité, Platon et Aristote, se trouvent au centre de la composition, au deuxième plan, près du point de fuite situé entre les deux comme pour indiquer que la vérité a des caractéristiques réconciliant celles déjà intuitives de l'un et de l'autre, figures fondamentales du développement de la pensée occidentale. L'œil du spectateur est inévitablement dirigé vers ces personnages du fait des lignes de sol et de fuite du bâtiment, ainsi que par l'isolement offert par la charpente céleste délimitée par l'arc en arrière-plan.
Platon, représenté avec le visage de Léonard de Vinci, tient le Timée : c’est ainsi que le représentaient déjà les artistes byzantins et parfois les enlumineurs dans manuscrits, fidèles à une longue tradition, qui, dès l’époque même de Platon, voyait dans le Timée l’œuvre capitale du maître. Il lève son doigt vers le haut pour indiquer Le Bien (l'idée des idées, l'Un). Cela implique que l'objet de la recherche philosophique est l'idée du Bien (qui est atteint précisément dans la pensée, au-delà des choses, métaphoriquement dans la sphère céleste), selon un processus qui va de la perception des choses sensibles (par les sens) à une pensée de ce que sont les choses en vérité, au-delà des apparences (par l'intellect). Aristote, dont le visage semble être celui du maître des perspectives Bastiano da Sangallo, tient l'Éthique à Nicomaque et étire son bras droit en le tenant en l'air pour indiquer le processus contraire et complémentaire à celui indiqué par Platon, où le retour du monde intelligible (de la pensée), dans lequel l'idée de Bien a été trouvée, au monde sensible (réalité apparente), pour appliquer cette idée à travers cette nouvelle éthique, objectivement fondée, afin de transformer la réalité et la rendre la plus idéale possible (proche de l'idée). Platon lui-même désigne ces deux processus (le processus ascensionnel, mystique, qui va des formes au contenu, et le processus descensionnel, politique, qui du contenu va aux formes pour les transformer) comme le présupposé fondamental de la pensée ; la complémentarité s'explique bien par l'allégorie de la caverne (La République, livre VII), dans lequel le prisonnier de la caverne (métaphoriquement l'homme, prisonnier de ses impressions sensibles) parvient à se libérer et à voir le soleil (Le Bien), et une fois qu'il découvre l'existence d'un monde au-delà de la grotte, il revient pour libérer ses codétenus (la société) afin que tous puissent vivre ensemble au soleil.
L'essence des deux théories est proche de la superposition, en particulier selon les idées du néoplatonisme de la Renaissance et de Pic de la Mirandole, toutes des idées que Raphaël garde bien à l'esprit, également en vertu de la conscience (néoplatonicienne et ésotérique) de l'unicité de la vérité et des différentes visions du monde comme discours (plus ou moins corrects) autour d'un même objet. L'essence de leurs doctrines est donc contenue dans de simples gestes éloquents, l'une des caractéristiques les plus extraordinaires de l'art de Raphaël : cela est probablement évoqué par Vasari quand il a écrit que Raphaël « était si facile et prêt à composer des histoires qui rivalisaient avec l'efficacité de l'écrit ». Raphaël marque ici clairement l'opposition entre la théorie platonicienne (qui explique les origines du monde) et le rationalisme, ainsi que l'empirisme, prônés par Aristote.
La représentation des deux philosophes présente un parallélisme avec les deux apôtres Pierre et Paul.
Platon et Aristote représentent les deux principaux pôles d'agrégation des autres figures, exprimant en quelque sorte la complémentarité entre l'école platonicienne et l'école aristotélicienne. Ce cadre hiérarchique reflète les croyances du néoplatonisme de l'époque, expliquant la position relativement marginale de Socrate et l'absence des derniers développements de la pensée classique, tels que le stoïcisme.

#### Groupes de gauche
Alors que le centre de la scène est affecté par la perspective, les côtés, sur fond d'architecture, au premier plan montrent un ralentissement du mouvement, grâce également au balayage horizontal des quatre marches qui permet d'identifier plus clairement les groupes. Parmi les philosophes représentés, certains sont clairement reconnaissables pour le rôle spécifique qu'ils assument dans la composition ou pour des attributs iconographiques spécifiques (comme Diogène ou Socrate), tandis que l'identité des autres est plus ou moins controversée.
Dans l'attroupement à gauche de Platon, tourné vers un groupe de jeunes et vêtu d'une tunique vert bouteille, se trouve Socrate, son maître, dont l'identification est assurée par les traits physionomiques tirés des bustes en marbre du philosophe de l'époque classique. Parmi les jeunes devant lui, le chef athénien Alcibiade ou Alexandre le Grand (qui fut lui-même élève d'Aristote) en soldat romain, ainsi que le poète Xénophon (en bleu) et Eschine, discutent avec Socrate, qui semble compter sur ses doigts des arguments de sa dialectique, procédé caractéristique de sa philosophie.
Derrière Alexandre, un personnage (peut-être un bibliothécaire) arrête un autre personnage en train de courir, pour éviter de déranger les philosophes et les scientifiques.

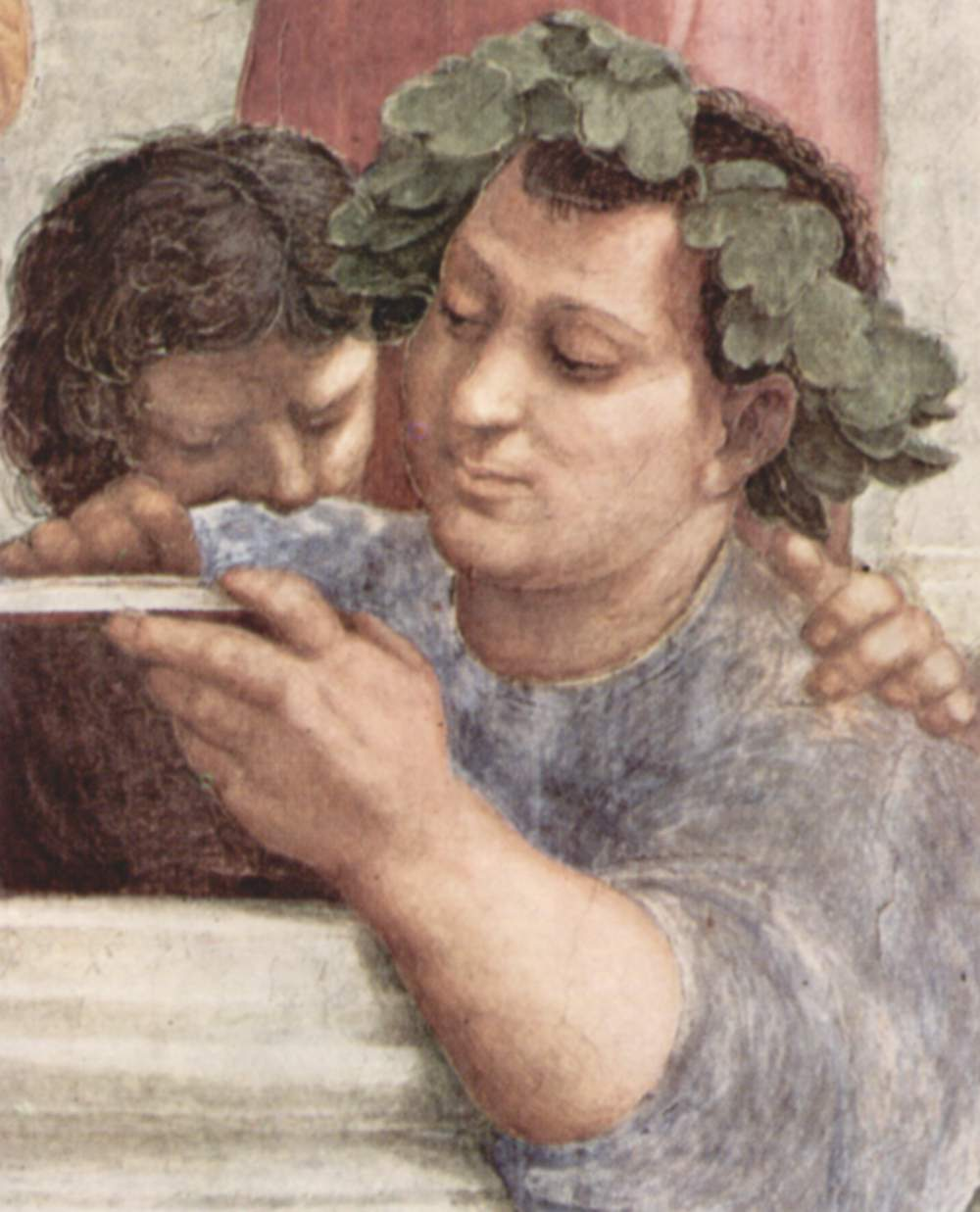
Épicure, couronné de pampres.

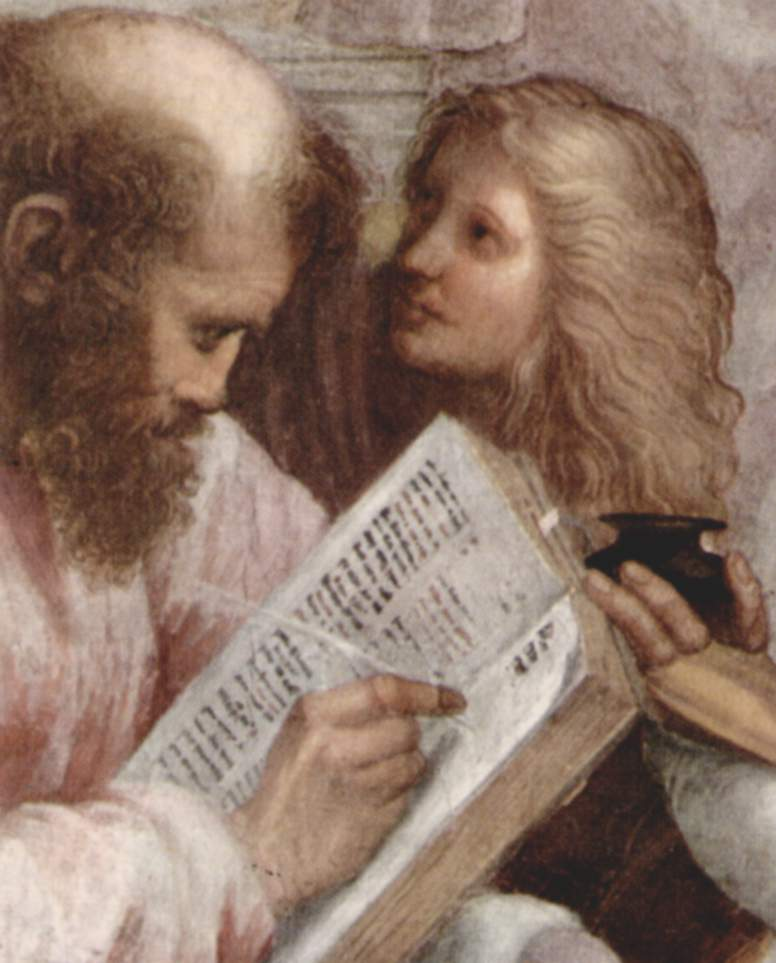
Pythagore annote ses impressions.

Pythagore est assis plus en avant, au premier plan, avec un livre, un encrier et un crayon, en train d’annoter ses impressions sur la figure représentée sur l'ardoise noire à ses pieds tenue par un de ses disciples. Ce diagramme montre les rapports mathématiques qu’il y a entre l’harmonie de la musique et les lois mathématiques (epogdoon). Les signes symboliques, reproduits par Zarlino, ont été vus comme des schémas de concordances musicales, soit la subdivision typiquement pythagoricienne de l'octave musicale et la forme symbolique des Tetraktys.
Un autre disciple est Averroès, reconnaissable à son turban blanc, connu pour avoir donné ou plus exactement redonné (après Boèce) à l'Europe accès aux connaissances grecques, largement repliées à Byzance après la partition de l'Empire Romain, ainsi qu'à celles orientales, toutes diffusées dans l'Empire musulman par le biais de la langue arabe.
Plus à gauche, Épicure, couronné de pampres, écrit sur un livre, et est appuyé sur un petit chapiteau. Selon certains, ce personnage serait Bacchus embrassé par Morphée, endormi derrière lui, ou encore selon d'autres Boèce ou Anaximandre ou Xénocrate ou Aristoxène ou Empédocle. Derrière Épicure, l'enfant aux cheveux bouclés est Frédéric de Mantoue alors en otage à la cour de Jules II. Le vieillard barbu, Zénon de Kition ou Zénon d'Élée, et un nouveau-né symbolisent la naissance de la vérité (l’enfant) et la sagesse et l’expérience du vieil homme. Giovanni Reale identifie cette scène comme un rite orphique, fondement de la pensée rationnelle grecque.
Tous ces personnages se trouvent à la diagonale de la déesse Minerve, la déesse de l’intelligence et du savoir.

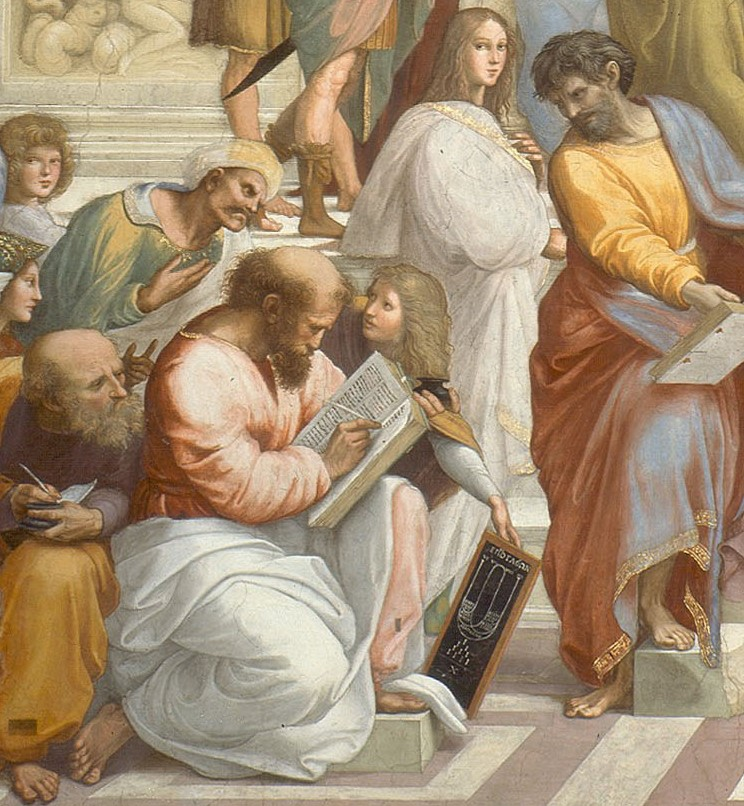
Groupe de Pythagore.

Vers le centre, Héraclite (VIe siècle av. J.-C.), le philosophe pessimiste, est isolé des autres (à cause de son mauvais caractère) et s’appuie sur un bloc de marbre, pour écrire son nouveau traité. Ce personnage est très célèbre dans l'histoire de la peinture : dans le carton préparatoire de la fresque, cette figure n'est pas présente ; cependant Raphaël, curieux de voir ce que son rival Michel-Ange peignait dans la chapelle Sixtine, y entra une nuit, monta sur l'échafaudage, vit le cycle de fresques du Florentin et fut très surpris. Pour rendre hommage à Michel-Ange, il décide donc d'insérer son rival dans l'École d'Athènes et peint Héraclite, réfléchi et appuyé contre un bloc, qui a le visage de Michel-Ange, lui aussi connu pour son caractère brutal et changeant.
Le jeune homme debout devant a une identification controversée : Parménide ou Aristoxène, qui se dresse derrière Héraclite et semble contester la démonstration de Pythagore. Le personnage de gauche, à côté de Parménide, aux traits éphébiques, vêtu de blanc et le regard tourné vers le spectateur, est d'une identification controversée, même si celle généralement acceptée est celle de Francesco Maria Della Rovere, duc d'Urbino et neveu du pape Jules II, qui est à Rome au moment du tableau et grâce à qui Raphaël doit probablement sa venue à Rome. Selon l'hypothèse de Giovanni Reale, cette figure vêtue de blanc est un « symbole emblématique de l'éphèbe grec » ou de « beauté/bonté », la Kalokagathia. L'identification improbable avec Hypatie (mathématicienne d'Alexandrie en Égypte du IVe au Ve siècle) n'est étayée par aucune source fiable ou essai critique. Cependant, ces dernières années, elle est devenue si répandue qu'il est impossible de ne pas la mentionner. Une étude récente, particulièrement argumentée, identifie l'icône de la « vérité » dans cette figure vêtue de blanc.

#### Groupes de droite
Le groupe à droite d'Aristote est difficile à interpréter. L'homme debout, vêtu de rouge, doit être Plotin dans un isolement silencieux. Situé au même niveau de perspective que Platon, en raison de l'importance qui lui est attribuée à la Renaissance : Plotin est représenté de manière significative au pied de la statue d'Athéna, déesse de la philosophie chez les néo-platoniciens.

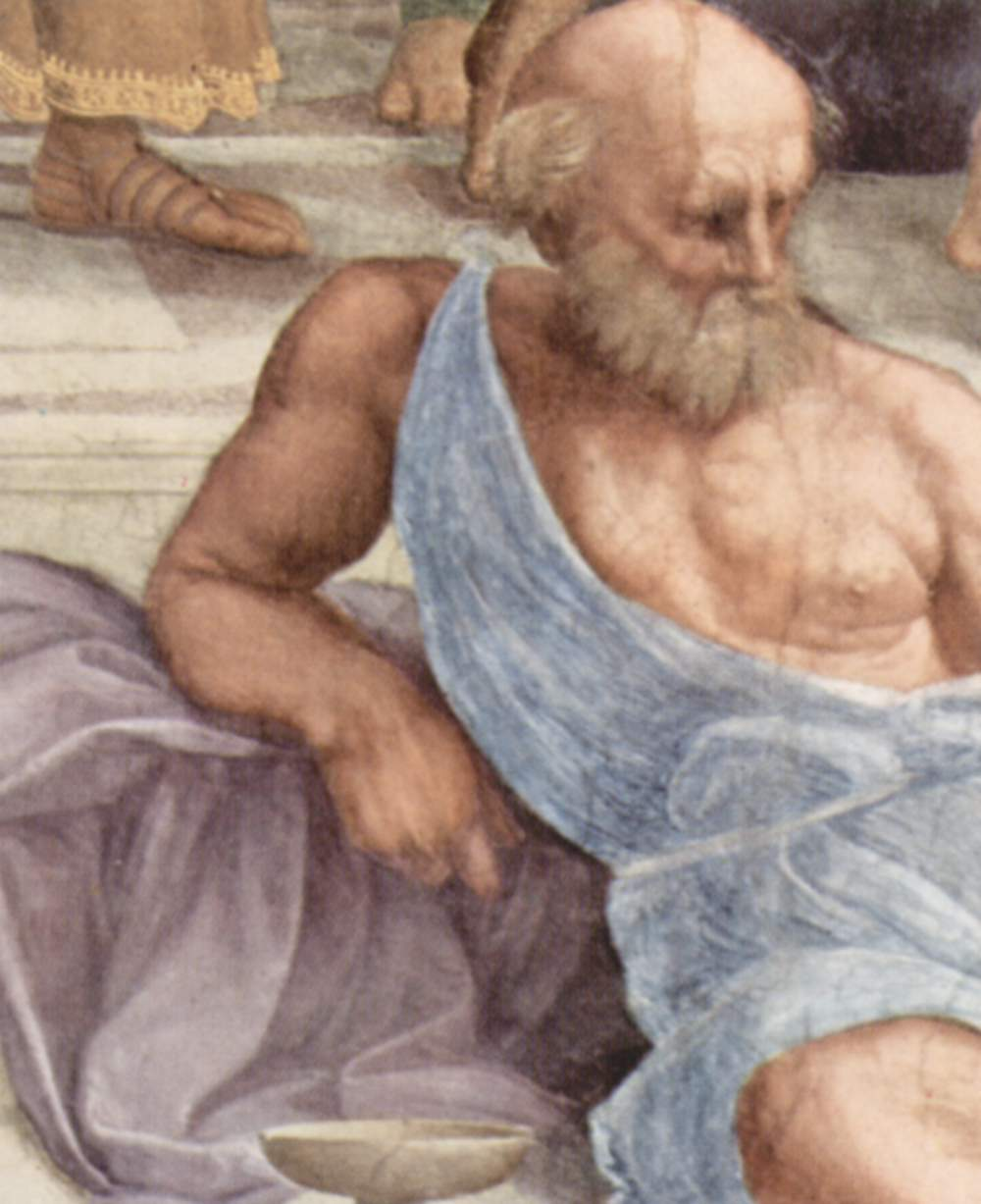
Diogène de Sinope, philosophe cynique.

Au centre, légèrement à droite, le personnage allongé sur les marches est le philosophe cynique Diogène de Sinope, avec des éléments iconographiques significatifs (la robe en lambeaux et l'attitude de mépris ostentatoire pour le bol). Il tient dans sa main gauche une feuille vierge et devant lui à sa droite, une écuelle, symbole que la faim intellectuelle est moins importante dans la vie que la faim physique. Il est isolé des autres personnages, car dans sa vie, il s’est isolé des hommes et a toujours refusé les hommages et les honneurs que ses contemporains lui offraient. Selon une interprétation vraisemblable, il synthétise la pensée des stoïciens et des épicuriens.
En dessous à droite, figure le groupe des « Empiriques » :
Euclide (ou Archimède), sous les traits de Bramante, se tient penché en train de montrer avec un compas son nouveau théorème, tandis que les quatre garçons qui l’entourent se montrent intéressés, voire impressionnés. Raphaël profite de la position de ce personnage pour signer son œuvre dans le galon du cou : « RVSM », « Raphaël Urbinas Sua Manu » et peut-être la date MDVIIII.

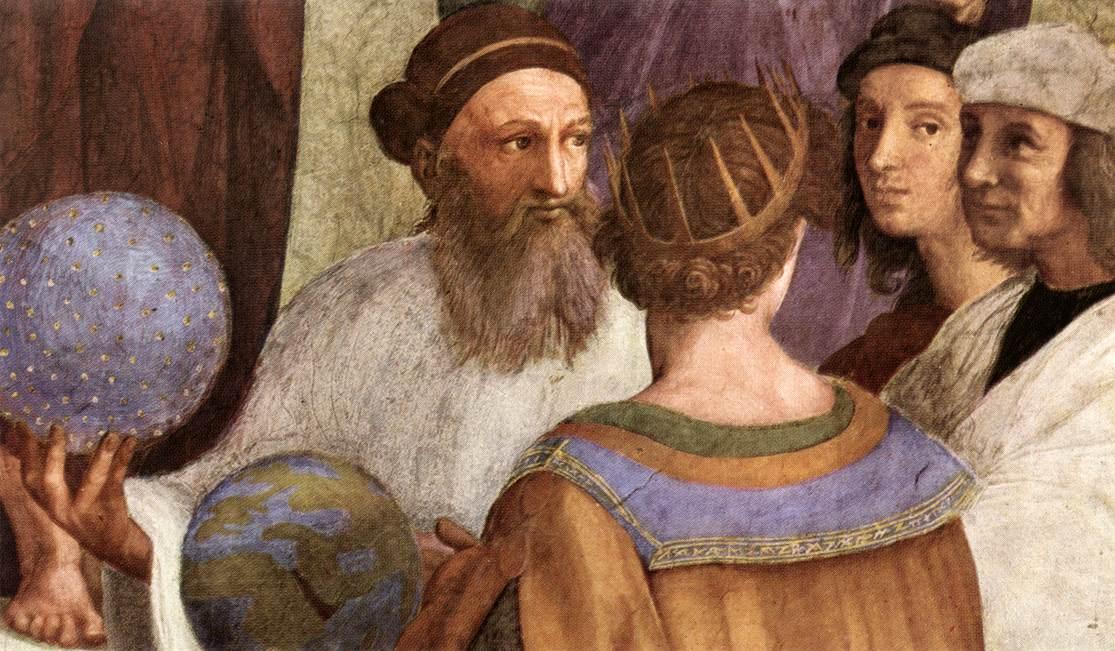
Ptolémée, Zoroastre, Raphaël.

Derrière lui, l'homme couronné qui tourne le dos au spectateur, vêtu d’une veste orange sombre et qui tient un globe à la main est Claude Ptolémée, qui à cette époque est encore confondu avec un pharaon de la dynastie lagide. Devant lui, se tient un homme barbu, peut-être Zoroastre, soutient une sphère céleste (astronomie), et derrière, deux personnages de profil dans des vêtements contemporains, dont un autoportrait de Raphaël lui-même qui regarde fixement le spectateur et, plus improbable, son ami et collègue Sodoma avec qui il a travaillé sur la peinture de la voûte et auquel certains ont également attribué un rôle dans l'exécution de la fresque elle-même, qui écoute attentivement les explications de Ptolémée. Cependant, l'identification de Sodoma est jugée improbable par certains compte tenu de l'âge de l'effigie bien supérieur aux trente-trois ans qu'avait l'artiste à l'époque ; les noms de Pérugin, l'ancien maître de Raphaël, qui à l'époque avait environ 60 ans (mais qui contraste avec les traits du peintre dans son autoportrait) ou Timoteo della Vite ont été aussi mentionnés.
La présence de Raphaël parmi les philosophes est expliquée par Giovanni Reale (1997) : « L'art de Raphaël est une atténuation de cette métaphysique « juste mesure », qui pour Platon coïncide avec le Bien et le Vrai et […] Donc c'est la jouissance suprême du Bien et du Vrai à travers le Beau, et je crois qu'avec la présence du « petit parmi les grands », Raphaël entendait aussi se présenter comme un philosophe précisément dans cette dimension : l'art est une haute philosophie, comme une explication des harmonies numériques de la beauté visible, harmonies qui constituent finalement la structure de l'être ».

#### Portraits de contemporains

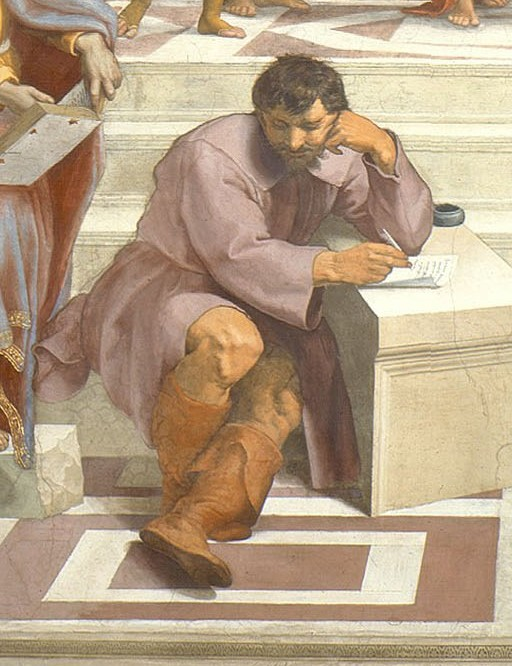
Michel-Ange.

L'évocation des hommes illustres du passé est inextricablement liée au présent, donnant parfois aux hommes anciens les traits de personnages contemporains. Les personnages de la cour papale sont probablement reconnaissables dans les figures de la fresque, y compris les humanistes, les écrivains et les princes. Pour la critique moderne, cependant, compte-tenu de la rareté des sources fiables, écrites ou iconographiques, seul un grand groupe d'artistes est identifié.
Vasari a mentionné les portraits de Frédéric II de Mantoue, Bramante et Raphael lui-même. Les représentations hypothétiques de Michel-Ange dans la figure d'Héraclite, Léonard de Vinci dans celle de Platon et Bramante dans Euclide sont particulièrement connues, mais pas toujours documentées.
La figure de Michel-Ange, comme déjà mentionné, a été ajoutée plus tard et, dans le style, fait écho aux évolutions grandiloquentes de l'artiste, avec une forte proéminence plastique. L'identification de Francesco Maria Della Rovere dans le jeune homme vêtu de blanc est également controversée.
La présence des artistes dans la fresque confirme l'élévation de leur profession parmi les arts libéraux, selon l'esprit pleinement Renaissance.

## Analyse
L'étude de Daniel Arasse (Histoires de peintures) soutient que ce n'est pas Léonard de Vinci qui a servi de modèle à Platon, contrairement à l’opinion généralement admise. Il écrit (p. 124) : « On a avancé que c'était (Platon) le portrait de Léonard de Vinci, mais c'est une erreur, car Raphaël ne l'avait pas vu depuis au moins une dizaine d'années lorsqu'il a peint cette fresque. Raphaël utilise un dessin qui était connu à l'époque, parce qu'il circulait en Italie, censé représenter le Philosophe, i.e. Aristote. Raphaël a donc l'intelligence de donner à Platon les traits du Philosophe, i.e. d'Aristote. C'est ça, être néo-platonicien. »

## Influences
Les œuvres de Raphaël ont été reprises par des graveurs tels que Marcantonio Raimondi. Cela a permis la diffusion de la Renaissance italienne entre autres en Espagne. C'est ainsi qu'on retrouve une réminiscence de L'École d'Athènes dans l'un des panneaux du retable de sainte Livrade (1526 et 1528) dans la cathédrale de Sigüenza, réalisé par le peintre Juan Soreda. Dans Sainte Livrade en Majesté il s'inspire de La Vierge du nuage de Raimondi, réalisée à partir d'une composition de Raphaël. À l'arrière de la sainte, le bâtiment central est une copie de celui de l'École d'Athènes.
Au sein du palais Bourbon, siège de l'hémicycle de l'Assemblée nationale française, une tapisserie réalisée d'après L'École d'Athènes par la manufacture des Gobelins surplombe la pièce depuis 1879.

## Postérité
En 1721, William Hogarth fait la parodie de L'École d'Athènes dans son estampe La Loterie.
La fresque fait partie du musée imaginaire de l'historien français Paul Veyne, qui le décrit dans son ouvrage justement intitulé Mon musée imaginaire. Elle relève également des « 105 œuvres décisives de la peinture occidentale » constituant celui de Michel Butor.
Le groupe de personnages entourant Euclide et Euclide lui-même ont été stylisés dans le logo de l'école polytechnique de Milan.
Le groupe californien Guns N' Roses reprend pour les deux pochettes du double album Use your illusion l'image du jeune étudiant qui prend des notes sous le regard de Pyrron d'Elis, à droite d'Aristippe de Cyrène.